# Kugler (cráter)

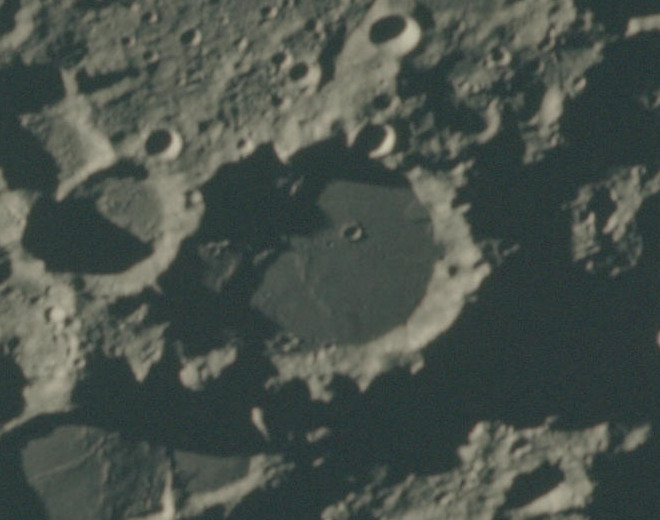
Fotografía de la misión Apolo 15

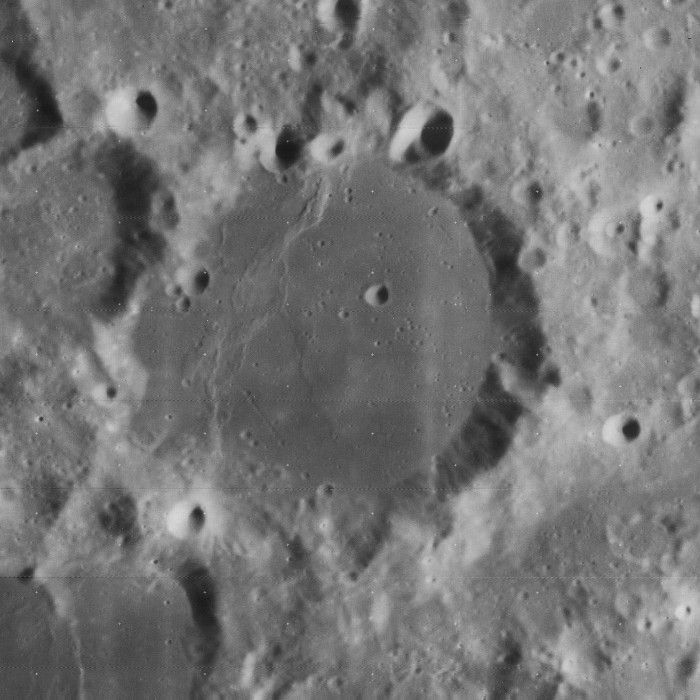
Fotografía de la misión Lunar Orbiter 4 (1967)

Kugler es un cráter de impacto que se encuentra en el hemisferio sur de la cara oculta de la Luna. Se encuentra un poco más allá de la extremidad sureste de la superficie de la Luna, en la proximidad de la zona de libración que en ocasiones se pone a la vista desde la Tierra. El cráter se halla en el punto medio entre los cráteres Anuchin hacia el norte-noroeste y Priestley al sur-sureste.
En el pasado, el suelo de este cráter fue inundado por la lava basáltica, dejando una superficie oscura de bajo albedo, notablemente nivelada y casi sin rasgos distintivos. El brocal restante es bajo y muy desgastado, con una serie de indentaciones producidas por otros antiguos cráteres situados junto a su borde. Próximo al borde occidental aparece el cráter más pequeño Kugler T, una antigua formación muy desgastada. Al sur se encuentra la un cráter doble, formado por Kugler N y su pareja, que también han sido inundados por la lava.

## Cráteres satélite
Por convención estos elementos son identificados en los mapas lunares poniendo la letra en el lado del punto medio del cráter que está más cerca de Kugler.
|        | \| Kugler \| Coordenadas \| Diámetro \| \| ------ \| ------------------------------- \| -------- \| \| N \| 56°18′S 102°48′E / -56.3, 102.8 \| 42 km \| \| R \| 55°30′S 98°36′E / -55.5, 98.6 \| 13 km \| \| U \| 54°00′S 101°30′E / -54.0, 101.5 \| 37 km \| |          |
| Kugler | Coordenadas | Diámetro |
| N      | 56°18′S 102°48′E / -56.3, 102.8 | 42 km    |
| R      | 55°30′S 98°36′E / -55.5, 98.6 | 13 km    |
| U      | 54°00′S 101°30′E / -54.0, 101.5 | 37 km    |